# Nadja Büttiker
Pour l’article homonyme, voir Büttiker.
Nadja Büttiker, née le 19 juin 1994, est une cavalière suisse de voltige.

## Carrière
Aux Jeux équestres mondiaux de 2014 à Caen, elle est médaillée d'argent en voltige par équipes avec sa sœur Martina Büttiker, Ramona Näf, Tatjana Prassl, Nathalie Bienz et Sally Stucki. 
Aux Jeux équestres mondiaux de 2018 à Tryon, elle remporte une nouvelle fois la médaille d'argent en voltige par équipes, avec Elisabeth Bieri, Aline Koller, Samira Koller, Ramona Näf et Kyra Seiler.